# Georg Forster
Vous lisez un « bon article » labellisé en 2008.
Pour les articles homonymes, voir Georg Forster (compositeur), CMA CGM Georg Forster et Forster.
Johann Georg Adam Forster (né le 27 novembre 1754 à Nassenhuben près de Dantzig ; mort le 10 janvier 1794 à Paris) est un naturaliste allemand qui fut également ethnologue, écrivain voyageur, journaliste et révolutionnaire. Il participe à la deuxième expédition autour du monde de James Cook (1728-1779), consacre d'importantes sommes à la géographie et à l'ethnologie comparées des mers du Sud. Georg Foster apparaît comme un des fondateurs de la littérature de voyage scientifiquement fondée. En tant que jacobin allemand, il appartient aux protagonistes de l'éphémère république de Mayence.

## Biographie
La vie de Georg Forster est courte, mais riche en événements, comme il n'est accordé qu'à peu d'hommes au XVIIIe siècle. De tous les esprits éclairés allemands, Georg Forster peut être vu comme l'un des plus grands.

### Une jeunesse en voyage
Georg Forster est le fils aîné de Johann Reinhold Forster (1729-1798) et de sa femme Justina Elisabeth, née Nicolai. Le père, pasteur réformé, s'intéresse beaucoup à la philosophie et aux sciences naturelles. Il lui apprend à comprendre 17 langues, mais lui transmet de solides connaissances scientifiques et un goût du concret. Engagé en 1765 par le gouvernement russe pour étudier la viabilité des colonies allemandes le long des rives de la Volga, Johann emmène avec lui son fils âgé de 10 ans. C'est le premier voyage scientifique, les conduisant jusqu'aux steppes de l'actuel Kazakhstan, que Georg fait avec son père. Le jeune Forster participe aux études cartographiques et aux examens des sols. Il en profite pour apprendre à parler couramment le russe.
En 1766, Johann Reinhold Forster rejoint directement Londres pour s'installer dans le pays de ses ancêtres et y mener une existence comme professeur et traducteur qui correspond mieux à ses penchants. Georg l'accompagne, le reste de la famille les rejoindra plus tard. À l'âge de 13 ans, il publie en Angleterre son premier livre : une traduction du russe en anglais de l'Histoire de la Russie de Mikhaïl Lomonossov (1711-1765), qui lui vaut la considération de la communauté scientifique.

### Avec le capitaine Cook autour du monde
Son père, dont la renommée scientifique s'est développée au cours des ans, reçoit en 1772 une demande de l'Amirauté britannique pour accompagner le capitaine Cook (1728-1779) dans sa deuxième expédition autour du monde. En tant que naturaliste, il a pour mission d'établir le rapport scientifique du voyage et de le publier à son retour. Johann Reinhold Forster réussit à imposer de pouvoir emmener son fils Georg, alors âgé de 17 ans, comme dessinateur.

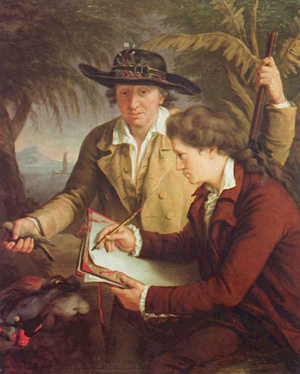
Johann et Georg Forster dans les mers du Sud.

Le 13 juillet 1772, les Forster, père et fils, embarquent à bord du HMS Resolution à Plymouth. Le voyage les conduit d'abord dans l'Atlantique sud, puis dans l'océan Indien, dans les eaux antarctiques, sur les îles polynésiennes et enfin au cap Horn pour finalement rentrer en Angleterre le 30 juillet 1775. Au cours de ces trois années, Cook et les Forster découvrent la Nouvelle-Zélande, les îles Tonga, la Nouvelle-Calédonie, les îles Marquises et l'île de Pâques, s'aventurant vers le sud comme jamais personne avant eux. Ce deuxième voyage de Cook infirme définitivement la théorie d'un grand continent habitable dans l'hémisphère sud.
Georg Forster travaille sous les directives de son père, principalement comme dessinateur, à l'étude des animaux et des plantes des mers du Sud. Mais ses vrais centres d'intérêt, sur lesquels il commence bientôt des recherches lui-même, sont la géographie et l'ethnologie comparées. Il apprend rapidement les langues des îles polynésiennes. Ses écrits sur les Polynésiens font encore aujourd'hui autorité, comme ils montrent aussi les efforts des Forster pour rencontrer les habitants des îles des mers du Sud et les aborder avec considération, sympathie et sans préjugés occidentaux, occasion pour lui d’étayer, mais sur des faits réels, les théories du « bon sauvage » et de l’égalité naturelle entre les hommes, quel que soit le niveau de leur civilisation matérielle.
Contrairement à Bougainville (1729-1811) dont les carnets de voyage sur Tahiti, écrits quelques années auparavant, fondent à partir d'une description complaisante et idéalisée le mythe romantique des mers du Sud, Forster aborde les sociétés des îles du Pacifique sud avec plus d'objectivité. Il décrit les différents ordres sociaux et les différentes religions qu'il rencontre, par exemple sur les îles de la Société, les îles des Amis, en Nouvelle-Zélande et sur l'île de Pâques, ce qui lui fait découvrir diverses conditions de vie. En même temps, il constate que les langues de ces îles, relativement éloignées les unes des autres, sont somme toute assez proches. Il écrit ce qui suit sur les habitants du groupe d'îles Tonga, proches de Nomuka :
« Leur langue, les moyens de transport, armes, maisons, tatouages, la façon de couper la barbe courte, toute l'essence de leur philosophie est exactement en accord avec eux, ce que nous avons constaté également sur Tongatabu. Seulement nous ne pouvions entrevoir (…) aucune sorte de subordination entre eux, alors que c'était très visible sur Tongatabu, et le dévouement pour le roi allait presque jusqu'à l'esclavage. »
Les ethnographies que Forster a recueillies conjointement avec son père dans les mers du Sud sont aujourd'hui exposées à la Cook-Forster-Sammlung (Collection Cook-Forster) du musée d'ethnologie de Göttingen.

### Fondateur de la littérature de voyage moderne
Plus tard, les deux hommes publient une revue de récit de voyage dans les mers du Sud, Magazin von merkwürdigen neuen Reisebeschreibungen à Berlin. Georg Forster en fait une traduction anglaise sous le titre d’A Voyage to the South Sea, by Lieutenant William Bligh, London 1792 en 1791 et 1793. Les descriptions de ces voyages sont à l'origine de nombreux films et adaptations cinématographiques dont Les Révoltés du Bounty.
Après leur retour, alors que son père écrit le rapport scientifique demandé par l'amirauté, Georg Forster publie en 1777 une description du voyage : A Voyage round the World in His Britannic Majesty's Sloop Resolution, Commanded by Capt. James Cook, during the Years, 1772, 3, 4, and 5 (Voyage autour du monde), d'où vient la citation ci-dessus. Cette œuvre publiée en 1778-1780 fait de lui un jeune auteur assez célèbre. Le poète Christoph Martin Wieland (1733-1813) loue cette œuvre comme le livre le plus remarquable de son époque, et cela reste jusqu'à aujourd'hui peut-être une des plus importantes description de voyage qui ait jamais été écrite. L'œuvre, avec laquelle l'Histoire de la littérature de voyage allemande moderne commença, exerce entre autres une forte influence sur Alexander von Humboldt (1769-1859) et, plus tard, sur les ethnologues.
Forster écrit dans une prose allemande raffinée, scientifiquement exacte et objectivement fondée, avec un résultat à la fois passionnant et très lisible. Ses œuvres se distinguent de toute la littérature de voyage précédente parce qu'elles ne représentent pas une succession de dates pures ; cohérentes, elles offrent des faits ethnologiquement parlants et sûrs, qui viennent d'observations détaillées. Souvent il interrompt sa description pour procéder à quelque réflexion philosophique sur l'observation.
Il porte une attention particulière aux hommes, dont il étudie les comportements, les besoins, les coutumes, les religions ainsi que les formes de société. Dans Voyage autour du monde, il reproduit même le texte d'une chanson polynésienne. Cette œuvre reste jusqu'aujourd'hui une des plus importantes sources sur les sociétés des mers du Sud.
La publication apporte à Georg Forster une reconnaissance scientifique dans toute l'Europe. La renommée Royal Society of London l'accueille comme membre en 1777 alors qu'il n'a pas encore 23 ans. Il devient pour un court temps la coqueluche des salons anglais. Des académies scientifiques de Berlin à Madrid lui ouvrent également leurs portes. Mais comme la renommée ne fait pas l'argent, il repart en Allemagne en 1778 pour occuper un poste de professeur à Cassel, poste obtenu grâce à l’appui de son père qui avait, lui, obtenu une chaire à l’université de Göttingen, plus prestigieuse. Kassel devient vite pour lui un lieu d’enfermement dans lequel il étouffe, comme tous les « intellectuels » allemands de condition modeste des années 1780, asphyxiés dans un pays morcelé, corseté par une société d’ordres rigide. À Göttingen il fait la connaissance de Therese Heyne (1764-1829), fille d'un chercheur sur l'Antiquité de l'université de la ville, qui devient plus tard une des premières femmes de lettres libres d'Allemagne sous le nom de Therese Huber. Ils se marient en 1785 et auront trois enfants sans former un couple réellement heureux. 

### Professeur et jacobin
Il entre dans les Rose-Croix, ce qui lui permet de s’adonner à l’alchimie, juste le temps de s’apercevoir que ce n’est qu’une forme de charlatanisme comme une autre. Alors professeur d'histoire naturelle, Forster commence à enseigner à Cassel, au prestigieux Collegium Carolinum, où il reste jusqu'en 1784. À partir de cette époque, il entretient un important échange avec les plus grands érudits et savants d'Allemagne, entre autres avec Lichtenberg (1742-1799), Lessing (1729-1781), Herder (1744-1803), Wieland (1733-1813) et Goethe (1749-1832). Il fait entrer au Collegium Carolinum l'anatomiste Sömmerring (1755-1830), qui essaie d'établir les bases physiologiques, notamment cérébrales, entre les populations humaines. Le sujet intéresse beaucoup Forster, et tous deux deviennent de très bons amis. En 1786, alors qu'il enseigne à Vilnius, Forster entre en controverse au sujet des races humaines avec Emmanuel Kant, et défend les conclusions de Sömmerring sur la disparité des Noirs et des Européens contre la vision plus abstraite de la question défendue par Kant (Noch Etwas über Menschenrassen). Forster publie régulièrement des recensions des voyages scientifiques et des découvertes de son époque, en particulier sur le troisième voyage de Cook dans les mers du sud (auquel il ne participa pas lui-même), et plus tard sur l'expédition du Bounty. Depuis ses années londoniennes, Forster est d'ailleurs toujours resté contact avec celui qui fut à l'origine de l'expédition du Bounty, l'érudit Sir Joseph Banks (1743-1820), qui avait accompagné le capitaine Cook lors de son premier voyage.
Forster étudie l'indologie et devient un des premiers scientifiques allemands dans ce domaine. À la fin des années 1780, son projet de diriger une expédition russe en Inde financée par la tsarine Catherine la Grande (1729-1796) échoue pourtant. Il occupe alors en 1788 le poste de bibliothécaire de l'université de Mayence.
Sur le plan politique, il dénonce l’oppression absolutiste et féodale. Il affirme que la religion d’État, quelle qu’elle soit, assure l’obéissance des peuples en les endormant. Comme les penseurs allemands de son temps, il affirme l’importance de la Bildung, mais il la conçoit comme d'abord un procès de construction de la liberté politique. Il milite pour l’abolition du système corporatif.

#### Ansichten vom Niederrhein(«Vues sur le Rhin inférieur»)
De Mayence, il entreprend au printemps 1790 un grand voyage avec le jeune Alexander von Humboldt, voyage qui les mènent aux Pays-Bas autrichiens, en Hollande, en Angleterre et à Paris. Il décrit ses impressions dans une œuvre en trois volumes publiée entre 1791 et 1794 : Ansichten vom Nierderrhein, von Brabant, Flandern, Holland, England und Frankreich im April, Mai und Juni 1790. Johann Wolfgang von Goethe dit à propos de ce livre : « On aime, quand on est à la fin, recommencer au début, et on apprécierait de voyager avec un observateur si bon et si cultivé ». Le livre traite entre autres d'études sur l'histoire de l'art, qui sont à l'histoire de l'art ce que A Voyage Round The World est à l'ethnologie. Forster fait également partie des premiers qui parviennent à une véritable explication de l'art gothique, qui était autrefois désigné comme « barbare », et introduit l'idée de Romantisme.
Mais comme quinze ans auparavant dans les mers du sud, son principal intérêt dans ce nouveau voyage porte de nouveau sur les comportements sociaux des humains. Les révoltes populaires en Flandres et Brabant et naturellement la Révolution française ont éveillé l'intérêt de Forster. Son voyage dans ces contrées ainsi qu'aux Pays-Bas et en Angleterre, où les libertés du peuple se développaient largement, l'aide à se forger une opinion politique. Il devient alors un farouche opposant à l'Ancien Régime. Comme beaucoup d'autres érudits allemands, il considère le déclenchement de la révolution de l'année précédente comme une conséquence importante des Lumières. Déjà le 30 juillet 1789, peu après la prise de la Bastille, il écrit à son beau-père, le philologue Christian Gottlob Heyne (1729-1812) :
« Il est réjouissant de voir ce que la philosophie a fait mûrir dans les têtes puis mis en pratique dans l'organisation de l'État. (…) Ainsi le chemin le plus certain est finalement d'expliquer aux gens leurs droits ; le reste se déroulera de lui-même. »

#### La fondation de la république de Mayence
Après que l'armée révolutionnaire française du Général Custine (1740-1793) entre dans Mayence le 21 octobre 1792, Georg Forster fait partie de ceux qui fondent deux jours plus tard le club jacobin de la Société des amis de Liberté et de l'Égalité au château des Princes-Électeurs. Début 1793, il participe activement à la fondation de la république de Mayence. La première république construite d'après les principes démocratiques sur le sol allemand, dans une région couvrant la rive gauche du Rhin entre Landau et Bionville. Forster devient vice-président de l'administration provisoire et se fait élire député à la Convention nationale rhénane-allemande. De janvier à mars 1793 il est rédacteur du Nouveau journal des Mayençais ou L'Ami du Peuple. Dans son premier article, il écrit :
« La liberté de la presse règne enfin dans ces murs où l'imprimerie fut inventée. »
La liberté ne dure somme toute pas très longtemps, puisque la république de Mayence cesse d'exister après le départ des Français en juillet 1793.

## Sa mort dans le Paris révolutionnaire
Forster ne retournera plus à Mayence. En tant que député de la Convention nationale du premier parlement allemand, il est envoyé à Paris avec deux de ses collègues, Adam Lux et Potocki pour proposer le rattachement de la république de Mayence à la France puisque, seule, elle n'est pas viable. La proposition est acceptée, mais rendue sans objet par la reconquête de Mayence par les troupes de la coalition anti-française. Son collègue Adam Lux est guillotiné à Paris le 4 novembre 1793 pour avoir fait l'apologie de Charlotte Corday.
En raison d'un décret de l'Empereur Francois II, qui punit toute collaboration des sujets allemands avec le gouvernement révolutionnaire français, Forster tombe sous le coup de la proscription impériale et ne peut plus retourner en Allemagne. Totalement sans ressources et sans sa femme, qu'il avait laissé avec ses enfants à Mayence, il reste à Paris, précisément lorsque la Révolution arrive dans sa phase de Terreur du Comité de salut public sous Maximilien de Robespierre (1758-1794).
Forster prend conscience de la différence entre les aspirations de la révolution à combler la volonté de bonheur de l'humanité et la pratique révolutionnaire qui se place avec cruauté au-dessus du bonheur, de la vie même des individus. Contrairement à beaucoup d'autres partisans allemands de la Révolution, comme Friedrich Schiller (1759-1805), Forster ne se détourne pas de l'idéal révolutionnaire, même sous la Terreur. Il vit les événements comme étant naturels, qu'on ne peut arrêter et qui doivent libérer leur énergie pour ne pas avoir de nouveau des effets dévastateurs. Peu avant sa mort, il écrit :
« La Révolution est un ouragan. Qui pourrait l'arrêter ?
Un homme, que la Révolution a fait connaître, peut faire des choses que la postérité ne considérera pas comme des atrocités. »
Bien avant que le pouvoir révolutionnaire atteigne son apogée, Georg Forster meurt en janvier 1794, presque âgé de 40 ans, d'une pneumonie dans un petit appartement mansardé de la Rue des Moulins à Paris.

## Son héritage
Peu après la mort de Forster, son travail tombe presque complètement dans l'oubli en dehors du monde des spécialistes. Son souvenir sera instrumentalisé positivement ou négativement selon les tendances politiques de l'époque.
Au temps du nationalisme naissant de l'Allemagne post-napoléonienne, l'image de « traître à la Patrie » de Forster est mise en avant sur celle du chercheur et de l'écrivain. Dans l'Allemagne de Guillaume II (1859-1941) et pendant le Troisième Reich, le souvenir de Forster est proscrit. La République démocratique allemande au contraire institutionnalise son souvenir et cherche à se former une culture traditionnelle avec le chercheur et le révolutionnaire. Par exemple, la station de recherche de la RDA en Antarctique inaugurée le 1er juillet 1987 porte son nom. À la recherche d'une tradition démocratique dans l'histoire allemande, une réhabilitation partielle de Forster s'est dessinée même en République fédérale d'Allemagne depuis les années 1970. Sa réputation d'avoir été un des premiers et des plus importants ethnologues est aujourd'hui attestée. Son travail a eu une importance déterminante pour que l'ethnologie en Allemagne devienne un domaine autonome du savoir. Une partie de son herbier est conservée à l'herbier de l'université de Moscou.

## Œuvres
- Werke in vier Bänden (Œuvres en quatre volumes), Gerhard Steiner, Leipzig, 1971.
- Ansichten vom Niederrhein (Avis sur le Rhin inférieur), Gerhard Steiner, Francfort-sur-le-Main, 1989.
- Reise um die Welt (Voyage autour du monde), Gerhard Steiner, Francfort-sur-le-Main, 1983.
- Über die Beziehung der Staatskunst auf das Glück des Menschheit und andere Schriften (Des relations de la politique sur le bonheur de l'humanité et autres écrits), Wolfgang Rödel, Francfort-sur-le-Main, 1966. — Petite collection d'essais politiques, notes et propos des penseurs et écrivains républicains.

Traduction en français :
- Voyage philosophique et pittoresque, sur les rives du Rhin, à Lièges, dans la Flandre, Le Brabant, La Hollande, etc. Fait en 1790 par George Forster, l’un des Compagnons de Cook; Traduit de l’Allemand, avec des Notes critiques sur la Physique, la Politique et des Arts par Charles Pougens. Paris Buisson An III (1795) 2 vol. (= Ansichten vom Niederrhein … vol. 1 et 2).
- Voyage philosophique et pittoresque en Angleterre et en France fait en 1790, suivi d'un essai sur l'Histoire des Arts dans la Grande-Bretagne : avec des notes critiques sur la Politique, la Litterature et les Arts Paris Buisson An V (1797) (= Ansichten vom Niederrhein… vol. 3).
- Voyage philosophique et pittoresque sur les rives du Rhin, à Liège, dans la Flandre, le Brabant, la Hollande, l'Angleterre, la France, etc., fait en 1790 ; traduit de l'allemand, avec des notes critiques sur la physique, les mœurs, l'histoire… Paris, F. Buisson, Charles Pougens, An VIII (1800) 3 vol. (= Ansichten vom Niederrhein… vol. 1 à 3)

### En français
- Marita Gilli : Un révolutionnaire allemand Georg Foster 1754-1794. Éditions du Comité des travaux historiques et scientifiques (Paris), collection Format, 55, 736 p., 2005  (ISBN 2735505863).
- Raphaël Lagier : « Un outsider de la fondation de l'anthropologie : Georg Forster », Revue d'histoire des sciences humaines, no 14, avril 2006.
- Raphaël Lagier : Les races humaines selon Kant. PUF (Paris), collection « Pratiques théoriques », 200 p., 2004.

### En allemand
- Hanno Beck: Georg Forster – Geograph, Weltumsegler und Revolutionär (1754–1794). In: Hanno Beck: Große Geographen. Pioniere – Außenseiter – Gelehrte. Dietrich Reimer Verlag, Berlin 1982  (ISBN 3-496-00507-6), S. 54–82
- (de) Alfred Dove, « Forster, Georg », dans Allgemeine Deutsche Biographie (ADB), vol. 7, Leipzig, Duncker & Humblot, 1877, p. 172-181
- Andreas W. Daum: German Naturalists in the Pacific around 1800: Entanglement, Autonomy, and a Transnational Culture of Expertise. In: Explorations and Entanglements: Germans in Pacific Worlds from the Early Modern Period to World War I, hg. von Hartmut Berghoff et al. New York, Berghahn Books, 2019, S. 70‒102.
- Jürgen Goldstein (de): Georg Forster. Zwischen Freiheit und Naturgewalt. Matthes & Seitz, Berlin 2015  (ISBN 978-3-95757-090-1).
- Jürgen Goldstein: Georg Forster (1754-1794): Weltumsegler und Kopf der Mainzer Republik, in: Frank-Walter Steinmeier (Hrsg.), Wegbereiter der deutschen Demokratie. 30 mutige Frauen und Männer 1789–1918, München (C.H.Beck), 2021, S. 39–52
- Klaus Harpprecht (de), Georg Forster oder Die Liebe zur Welt. Eine Biographie, Reinbek, Rowohlt-Tb., 1990  (ISBN 3499126346).
- Kurt Kersten (de): Der Weltumsegler. Johann Georg Adam Forster 1754–1794. Francke, Bern 1957.
- Wolf Lepenies: Eine vergessene Tradition der deutschen Anthropologie, in: Saeculum, 24, 1973, S. 50–78.
- Jacob Moleschott: Georg Forster, der Naturforscher des Volks. Frankfurt am Main 1854
- Ulrich Enzensberger (de), Georg Forster. Weltumsegler und Revolutionär, Berlin 1979.
- Johannes Paul (de), Abenteuerliche Lebensreise - Sieben biographische Essays, Wilhelm Köhler Verlag Minden, 1954, pages 67–112 : « Georg Forster: Empfindsame Weltumseglung ».
- Alois Prinz (de): Das Paradies ist nirgendwo. Die Lebensgeschichte des Georg Forster. Frankfurt 2008  (ISBN 978-3-458-35053-8).
- Tilman Spreckelsen (de): Der Zeichner des Captain Cook. Frankfurter Allgemeine Sonntagszeitung, 23. September 2007, S. 72–73.
- Michael Ewert, "Vernunft, Gefühl und Phantasie, im schönsten Tanze vereint" : Die Essayistik Georg Forsters, Würzburg: Königshausen & Neumann 1993  (ISBN 3884797697).
- Wahrnehmung - Konstruktion - Text. Bilder des Wirklichen im Werk Georg Forsters, éd. Jörn Garber, Tübingen: Niemeyer 2000  (ISBN 3484810122) (OCLC 45582479).
- Helmut Mathy (de), Georg Forster in Mainz. Von der geistigen Aufklärung zur konkreten Revolution », dans Die Mainzer Republik. Der Rheinisch-Deutsche Nationalkonvent, éd. Landtag Rheinland Pfalz, Mayence 1990, p. 185-190.
- Claus-Volker Klenke, Jörn Garber et Dieter Heintze, Georg Forster in interdisziplinärer Perspektive. Beiträge des Internationalen Georg Forster Symposions in Kassel, 1.–4. April 1993, Berlin, 1994, Akademie Verlag.
- Georg-Forster-Studien, éd. pour le compte de la Georg-Forster-Gesellschaft par Horst Dippel (de) et Michael Ewert, Kassel: Kassel University Press 1997ff.  (ISSN 1439-9105).
- Carola Hilmes, Georg Forster und Therese Huber: Eine Ehe in Briefen », dans Das literarische Paar (Le couple littéraire), Intertextualität der Geschlechterdiskurse (Intertextualité et discours des sexes), éd. Gislinde Seybert, Bielefeld: Aisthesis 2003, p. 111-135. Version en ligne au format PDF.
- Rotraut Fischer, Reisen als Erfahrungskunst. Georg Forsters 'Ansichten vom Niederrhein'. Die 'Wahrheit' in den 'Bildern des Wirklichen', Frankfurt am Main, 1990 (Anton Hain).
- Christian von Krockow, Der grosse Traum von Bildung: Auf den Spuren der grossen Entdeckungsreisenden James Cook und Georg Forster, List-Taschenbuch, 2005  (ISBN 3548605184).
- Ina Seidel, Das Labyrinth, Roman, Deutsche Verlags-Anstalt, Stuttgart Berlin o.J. (1922).
- Ludwig Uhlig, Georg Forster. Lebensabenteuer eines gelehrten Weltbürgers (1754-1794), Göttingen 2004. Vandenhoek & Ruprecht  (ISBN 3525367317).